# Динамо (футбольный клуб, Вране)
«Динамо» Вране (серб. ФК Динамо Врање) — сербский футбольный клуб из города Вране в Пчиньском округе центральной Сербии. Клуб основан 24 января 1947 года, домашние матчи проводит на стадионе «Юмко», вмещающем 5 000 зрителей. В сезоне 2018/2019 команда выступала в Суперлиге, где заняла 14 место и вылетела Первую лигу.

## Статистика сезонов
| Сезон   | Дивизион             | Место | Кубок |
| ------- | -------------------- | ----- | ----- |
| 2001/02 | Сербская лига Восток | 6-е   |       |
| 2002/03 | Сербская лига Восток | 5-е   |       |
| 2003/04 | Сербская лига Восток | 8-е   |       |
| 2004/05 | Сербская лига Восток | 7-е   |       |
| 2005/06 | Сербская лига Восток | 1-е   |       |
| 2006/07 | Первая лига          | 16-е  |       |
| 2007/08 | Сербская лига Восток | 1-е   |       |
| 2008/09 | Первая лига          | 13-е  |       |
| 2009/10 | Первая лига          | 13-е  | 1/16  |
| 2010/11 | Первая лига          | 18-е  |       |
| 2011/12 | Сербская лига Восток | 9-е   |       |
| 2012/13 | Сербская лига Восток | 15-е  |       |
| 2013/14 | Лига Нишка           | 3-е   |       |
| 2014/15 | Сербская лига Восток | 1-е   |       |
| 2015/16 | Первая лига          | 12-е  |       |
| 2016/17 | Первая лига          | 8-е   | 1/16  |
| 2017/18 | Первая лига          | 2-е   | 1/16  |
| 2018/19 | Суперлига            | 14-е  | 1/16  |
| 2019/20 | Первая лига          | 11-е  | 1/16  |
| 2020/21 | Первая лига          | 13-е  | 1/16  |